# Psychotrieae
Psychotrieae Cham. & Schltdl., 1829 è una tribù di piante della famiglia delle Rubiacee (sottofamiglia Rubioideae).

## Descrizione
Le specie della tribù sono caratterizzate dalla presenza nei loro tessuti di cristalli di carbonato od ossalato di calcio detti rafidi. Presentano in genere infiorescenze terminali, con ovari contenenti un singolo ovulo basale in ciascun loculo, e frutti carnosi.

## Biologia
La tribù include alcuni generi di piante epifite mirmecofile: Anthorrhiza, Hydnophytum, Myrmecodia, Myrmephytum e Squamellaria.

## Distribuzione e habitat
La tribù ha una distribuzione pantropicale, con la maggiore biodiversità concentrata nell'area paleotropicale (Africa, Asia e Oceania).

## Tassonomia
In passato la tribù aveva confini più ampi degli attuali, includendo un certo numero di generi che una meta-analisi del 2006 ha spostato nella tribù Palicoureeae.
Razafimandimbison et al. (2014), sulla base delle risultanze di analisi molecolari, hanno proposto di includere tutti i generi della tribù nel genere Psychotria, ma tale proposta non è stata accolta dalla maggior parte degli autori che continuano a riconoscere come distinti i seguenti generi:
- Amaracarpus Blume
- Anthorrhiza C.R.Huxley & Jebb
- Calycosia A.Gray
- Chaetostachydium Airy Shaw
- Dolianthus C.H.Wright
- Gillespiea A.C.Sm.
- Hedstromia  A.C.Sm.
- Hydnophytum Jack
- Lecariocalyx Bremek.
- Myrmecodia Jack
- Myrmephytum Becc.
- Peripeplus Pierre
- Psychotria L.
- Ronabea Aubl.
- Squamellaria Becc.
- Streblosa Korth.
- Tobagoa Urb.